# Apptio
Apptio Es una compañía que desarrolla tecnología de manejo de negocios en software como servicio. Las aplicaciones de Apptio están diseñadas para ver los costos de servicios IT para propósitos de planeación, presupuestarios y de pronóstico. Los servicios de Apptio ofrecen herramientas para CIOs para manejar el almacenamiento, las aplicaciones, el uso de energía, ciberseguridad y los reportes de los departamentos de tecnología.
En 2009, la compañía fue la primera inversión de la firma de capital riesgo Andreessen Horowitz. La compañía cuenta con aproximadamente 550 clientes de diferentes tallas.
El 11 de noviembre de 2018, fue anunciado que Apptio sería adquirida por la firma privada Vista Equity Partners por $1,9 mil millones de dólares.

## Historia
La compañía fue fundada en 2007 por Sonny Gupta, Kurt Shintaffer y Paul McLachlan. ANtes de la fundación de la compañía, Gupta y Shintaffer trabajaron juntos en iConclude antes de que esta fuera comprada por Opsware en 2007.
En noviembre de 2007, la compañía recibió $7 millones en fondos de Madrona Venture Group y Greylock Partners mientras operaba de manera sigilosa. Apptio Levantó un adicional de $14 millones de dólares en la serie B financiado del nuevamente formado fondo Andreessen Horrowitz  en 2009.
En 2010, la compañía levantó adicionalmente $16.5 millones de dólares del fondo de serie C dirigido por Shasta Ventures, con la participación de los anteriores inversores.
En marzo de 2012, la compañía consiguió otros $50 millones de dólares en la serie D para seguir expandiendo sus servicios. En 2013, Apptio logró otros $45 millones en la serie E, todo esto dio un total de $136 millones de dólares por las firmas que incluyen Greylock Partners, Madrona Venture Group, Janus Capital, y T. Rowe Price.
En marzo de 2014, Apptio abrió oficinas en Sídney y Melbourne, en Australia. En 2015, la compañía anunció que añadiría otra oficina en Denver. Apptio añadió otra oficina internacional en marzo de 2016, cuando anunció su oficina en París, Francia.
Hacia septiembre de 2016, Apptio habría levantado $96 millones de dólares con su IPO. a principios de febrero de 2018, Apptio completó la adquisición de Digital Fuel SV, LLC, un proveedor de herramientas de manejo de empresas IT.
Apptio tiene planes para expandir su huella creando y operando un centro de excelencia Tier 1 en Bengaluru, Karnataka, India.
En mayo de 2020, LeanIX reveló una colaboración tecnológica con Apptio.

## Tecnología Consejo de Administración Empresarial
Apptio fundó el consejo de manejo de empresas tecnológicas en 2012. Una organización sin ánimo de lucro que contenía alrededor de 2900 CIOs y otros líderes Sénior IT para 2014. Fue reportado por el Puget Sound Business Journal que el consejo "tiene como objetivo ayudar a que los departamentos IT se desarrollen como negocios estableciendo estándares y buenas prácticas". El consejo tuvo su primera conferencia en noviembre de 2013.

## Premios
En 2012, la CEO Gupta estuvo entre los ganadores del premio "emprendedor del año" elaborado por Ernst & Young.